# 프랑스 제1공화국
프랑스 제1공화국(프랑스어: Première République française), 공식명 프랑스 공화국(République française)은 보통 역사가들에 의하여 1792년 9월부터 1804년 5월 사이 존속한 프랑스 의정체제를 아울러 칭하는 이름이다. 프랑스 대혁명으로 탄생한 제1공화국은 1792년 8월 10일 상퀼로트가 튀일리궁을 함락하자 폐지된 프랑스 입헌 왕국의 뒤를 이었으며, 유럽에서의 실력 행사를 위해 새 전쟁을 선포했다. 제1공화국은 현 프랑스 전 국토와 신성 로마 제국의 라인강 왼쪽 전 지방에 걸쳐 주권을 행사했으며, 국토는 현 벨기에, 룩셈부르크 및 독일의 일부를 포함했다.
1792년 9월 21일, 처음으로 소집된 국민의회 의원들은 만장일치로 프랑스 입헌왕국의 폐지를 결정했다.
1792년 9월 22일, 비록 공화국이 이때 공식적으로 선언된 것은 아니지만 제1공화국은 공화력 1년 법령을 기점으로 수립하였다. 1792년 9월 25일, 공화국이 "통합적, 불가분적"으로 선언되었다. 1792년부터 1802년까지 프랑스는 여타 전 유럽과 전쟁을 벌였다. 이 시기 공화국은 방데 전쟁과 같은 내전 역시 치렀다.
프랑스 공화국은 제국 수립 이전까지 세가지 다른 정부 체제 또는 정치 체제를 겪었다.
- 국민공회(Convention nationale)는 1792년 9월 21일부터 1795년 10월 26일까지의 정치 체제로, 산악파가 주도하는 공안위원회(1793년 4월 6일 - 1794년 7월 27일)가 권력 핵심을 지닌 공포정치(Terreur, 1793-1794) 시기를 포함한다. 1793년 10월 5일부터 공화력(프랑스 혁명력)이 공식적으로 사용되었다. 공화력 1년 메시도르 6일(1793년 6월 24일), 1791년 헌법을 개정한 공화력 1년 헌법이 제정되었다. 이 헌법은 한번도 시행되지 않았다. 공화력 2년 테르미도르 9일(1794년 7월 26일) 로베스피에르의 몰락은 공포정치의 종식을 가져왔다.

- 총재정부(Directoire)는 공화력 3년 헌법에 의해 수립하였으며, 1795년 10월 26일부터 1799년 11월 9일까지의 시기가 이에 속한다.

- 통령정부(Consulat)는 1799년 11월 10일부터 1804년 5월 18일까지 존속한 정부로, 브뤼메르 18일 쿠데타를 통해 수립되었고, 공화력 8년 헌법으로 정의되었다. 통령정부는 제1제국 수립으로 종식하였다. 공화력 12년 헌법은 공화정이 세습 황제에게 일임되었다는 것을 명기하였다. 당대에는 국가 또는 정치 기구라는 라틴어적 의미를 가진, 장 보댕이 왕정에 이 같은 맥락에서 그 이름을 부여하고자 했었던 공화국이라는 이름은 1808년이 되어서야 폐지되어 완전히 사라진다. 이 이름이 다시 등장하게 될 때 공화국은 오직 민주주의 선거 체제만을 의미하게 되었다.

## 입헌 군주정의 종식
마리 앙투아네트 왕비의 오빠이자 신성로마제국 황제 레오폴트 2세는 오스만 제국과의 분쟁과 폴란드 분할로 바빴고, 1792년 4월 20일 당시 권력을 쥐고 있던 국민입헌의회 의원 전원이 공화국 선포 훨씬 이전에 기까이 '보헤미아와 헝가리의 국왕', 즉 황제와의 전쟁에 일방적으로 투표했을 때에도 프랑스 내부의 문제에 거의 신경쓰지 못했다. 프랑스 내부 정치 문제의 당사자들 때문이거나 혁명에 적대적인 이웃 국가를 불안정하게 만들고자 하는 욕망에 의해 이 선전포고가 행해졌다.
선전포고 투표가 통과되자마자 빠른 승리를 원하던 프랑스는 당시 신성로마제국의 영토였던 벨기에를 침공했고, 몽스를 점령할 목적으로 1792년 4월 29일부터 30일까지 키에브랭에서, 1792년 4월 29일 마르캥에서 전투를 치렀으나 패했고, 투르네 공격도 성공을 거두지 못하여 역공을 당할 상황에 놓였다.
1792년 7월, 오스트리아-프로이센 군사령관 브라운슈바이크 공작은 브라운슈바이크 선언을 발표했는데, 이 선언에서 그는 루이 16세나 왕비를 해칠 경우 파리를 파괴하겠다고 위협했다. 망명 귀족 집단이 기안한 이 선언은 그들이 기대한 것과는 정반대의 결과를 낳았다. 실로 프랑스에 대한 타국의 위협은 당시 혁명으로부터 기인한 정치적 문제를 오로지 악화시킬 뿐이었으며, 반혁명적인 유럽에 대항한 여러 정치 세력들의 원망을 키웠다.
1792년 8월 10일의 폭력 사태 동안, 라파예트의 인간 도살(낭시 학살, 1791년 7월의 샹 드 마르스 학살)을 잊지 않고 있던 파리의 군중은 튀일리 궁전을 급습하여 약 600명의 스위스 근위대를 학살했고, 왕정의 종식을 외쳤다. 왕실은 당시 입헌의회 건물이었던 살 뒤 마네주로 피신했다. 새 반혁명 운동에 대한 공포는 새로운 폭력 사태를 터뜨렸다. 1792년 9월 첫 주 동안, 파리의 군중은 죄수들을 죽이고자 파리 시 교도소에 침입했는데, 죄수들 중에는 귀족, 성직자, 정치범들이 있었으나 이 외에도 매춘부, 도둑, 살인범 같은 일반 범죄자 역시 있었다. 이 사건은 '9월 학살'이라는 이름으로 알려져 있다.